# سرخس متلاحم الأجزاء
سرخس متلاحم الأجزاء (الاسم العلمي:Polypodium adnatum) هو نوع نباتي يتبع جنس السرخس من فصيلة السرخسية.